# Ripidolite
La ripidolite est un minéral vert du groupe des chlorites également appelé clinochlore et qui contient de l'aluminium, du magnésium et du fer.